# Pipizella tiantaiensis
Pipizella tiantaiensis är en tvåvingeart som beskrevs av Huo, Ren och Zheng 2007. Pipizella tiantaiensis ingår i släktet rotlusblomflugor, och familjen blomflugor. Inga underarter finns listade i Catalogue of Life.